# Roland Gockel
Roland Gockel (* 23. März 1963 in Duisburg) ist ein deutscher  Kameramann und Regisseur.

## Leben
Nach dem Abitur und einem Kamerapraktikum beim Bayerischen Rundfunk wurde er an der Staatlichen Fachschule für Optik und Fototechnik in Berlin ausgebildet. Einem Unterwasserkamera-Volontariat in den USA folgte 1990 der Einstieg als freiberuflicher Kameramann für Tier- und Naturfilme. Heute betätigt er sich auch als Produzent, Regisseur und Filmautor. Meist arbeitet er mit seiner Partnerin, der Regisseurin und Produzentin Rosie Koch.

## Auszeichnungen
Sein Werk Nashörner-mit Herz und Horn wurde 2023 beim Green Screen Festival mit dem Publikumspreis und mit dem Deutschen Wildlife Filmpreis Naturvision Film Festival ausgezeichnet. 2020 gewannen ebenfalls er und Rosie Koch den gleichen Preis für den Film Stadt, Land, Fuchs.
Dormouse Detectives die internationale Version der “SOKO Gartenschläfer” ist für die European Film Awards nominiert.